# HD 220096
HD 220096 är en gul underjätte i Bildhuggarens stjärnbild.
Stjärnan har visuell magnitud +5,66 och är synlig för blotta ögat vid god seeing.